# Нью-Голланд (Пенсільванія)
Нью-Голланд (англ. New Holland) — місто (англ. borough) в США, в окрузі Ланкастер штату Пенсільванія. Населення — 5743 особи (2020).

## Географія
Нью-Голланд розташований за координатами 40°6′5″ пн. ш. 76°5′25″ зх. д. / 40.10139° пн. ш. 76.09028° зх. д. (40.101294, -76.090147).  За даними Бюро перепису населення США, у 2010 році місто мало площу 5,03 км², з яких 5,03 км² — суходіл та 0,00 км² — водойми.

## Демографія
Згідно з переписом 2010 року, у селищі мешкало 5378 осіб у 2228 домогосподарствах у складі 1503 родин. Густота населення становила 1068 осіб/км².  Було 2341 помешкання (465/км²).
Расовий склад населення:
| - 88,0 % — білих - 3,1 % — чорних або афроамериканців - 3,1 % — азіатів - 0,3 % — корінних американців - 3,1 % — осіб інших рас |

До двох чи більше рас належало 2,4 %. Частка іспаномовних становила 8,2 % від усіх жителів.
За віковим діапазоном населення розподілялося таким чином: 21,9 % — особи молодші 18 років, 60,4 % — особи у віці 18—64 років, 17,7 % — особи у віці 65 років та старші. Медіана віку мешканця становила 42,3 року. На 100 осіб жіночої статі у селищі припадало 93,3 чоловіків;  на 100 жінок у віці від 18 років та старших — 93,6 чоловіків також старших 18 років.
Середній дохід на одне домашнє господарство  становив 62 665 доларів США (медіана — 53 090), а середній дохід на одну сім'ю — 68 969 доларів (медіана — 56 678). Медіана доходів становила 42 024 долари для чоловіків та 31 944 долари для жінок. За межею бідності перебувало 5,6 % осіб, у тому числі 12,5 % дітей у віці до 18 років та 3,1 % осіб у віці 65 років та старших.
Цивільне працевлаштоване населення становило 2989 осіб. Основні галузі зайнятості: освіта, охорона здоров'я та соціальна допомога — 26,3 %, виробництво — 25,3 %, роздрібна торгівля — 16,1 %, науковці, спеціалісти, менеджери — 8,7 %.